# Râul Arșița, Pogonișoara
Râul Arșița este un curs de apă, afluent de dreapta al râului Pogonișoara. 

## Hărți
- Harta județului Suceava
- Harta Obcinele Bucovinene  Arhivat în 30 iulie 2009, la Wayback Machine.